# Nearcha ophla
Nearcha ophla är en fjärilsart som beskrevs av Swinhoe 1902. Nearcha ophla ingår i släktet Nearcha och familjen mätare. Inga underarter finns listade i Catalogue of Life.